# Govenia liliacea
Govenia liliacea là một loài phong lan.